# Santo Trafficante, Sr.
Santo Trafficante, Sr. (* 28. Mai 1886; † 11. August 1954) war ein italienisch-amerikanischer Mobster der amerikanischen Cosa Nostra und war von den 1940er Jahren bis zu seinem Tod das Oberhaupt der Tampa Mafia, heute auch bekannt als Trafficante-Familie (Trafficante Crime Family).

## Leben

### Frühe Jahre
Im Jahr 1901 wanderte Trafficante mit seiner Familie aus Cianciana (Sizilien) in die USA nach Ybor City-Tampa (Florida) aus. Der junge Santo lernte bald fließend Englisch und Spanisch und integrierte sich in Gesellschaft und Kultur der Golfküste der Vereinigten Staaten.
Im Jahr 1909 heiratete er Maria Giuseppe Cacciatore – Schwester des einflussreichen Drogenbosses James „Jo Jo“ Cacciatore –, mit welcher er fünf Söhne bekommen würde. Insbesondere wurde im Jahr 1914 Santo Trafficante, Jr. geboren, der späterer Nachfolger seines Vaters als Oberhaupt des lokalen Mafiaclans, der unter ihnen beiden als „Trafficante-Familie“ bezeichnet werden würde, zu diesem Zeitpunkt aber unter Ignacio Antinori u. a. als Tampa Mafia bekannt war.

### Krimineller Aufstieg
Der ebenfalls aus Sizilien emigrierte Mafioso und erste Boss der Tampa Mafia, Ignacio Antinori, nahm ab den 1920er Jahren Notiz von Trafficante, führte ihn in seine Organisation ein und erweiterte mit ihm zusammen die illegalen Bolita-Lottospiele der Stadt; beginnend in Tampa, mit Expansion nach Zentral-Florida. Ebenso war er im Schmuggelgeschäft und Drogenhandel tätig.
Trafficante nahm im Jahr 1929 – neben diversen anderen hochrangigen Mafiosi und Mobstern – an der sogenannten Atlantic-City-Konferenz teil, die zwischen dem 13. und 16. Mai in Atlantic City (New Jersey) stattgefunden haben soll.
In den 1930er Jahren begann ein rund zehn Jahre andauernder gewalttätiger Konflikt zwischen den Kontrahenten Charlie Wall und Ignacio Antinori, der als „Era of Blood“ bezeichnet wurde. Geschäftsmann Wall, der in den 1920er Jahren den Großteil des Glücksspielgeschäfts kontrolliert hatte, wurde dadurch zu einer allgemein bekannten Figur des organisierten Verbrechens; Herausforderer Antinori wurde am 23. Oktober 1940 im Palm Garden Inn in Tampa erschossen, womit dieser Bandenkrieg eigentlich als beendet galt.
Trafficante, Sr. war ein kluger, aber rücksichtsloser Mafioso, der es vorzog, vorsichtig im Hintergrund zu operieren, um auf diese Weise seine Macht auszubauen und zu erhalten. Er führte nicht nur das Geschäft nach Antinoris Tod alleine weiter, sondern verdrängte auch nach und nach den eigentlich siegreichen Wall, dessen Position durch die hohen Verluste während der „Era of Blood“ geschwächt war. Trafficante galt seitdem als mächtigster Mobster in Tampa.

### Machtwechsel und Kuba
Santo Trafficante, Sr. hatte zwar die Kontrolle übernommen und seinen Sohn weiter mit den „Geschäften“ vertraut gemacht, wurde aber nun seinerseits streng von der Polizei beobachtet und machte deshalb vorsorglicherweise Salvatore „Red“ Italiano zum amtierenden Boss der Familie.
Seine Rolle als einflussreicher Mobster konnte er aber nicht mehr vor den Behörden verschleiern und als im Zuge der sogenannten Kefauver-Hearings auch Vorladungen mutmaßlicher Mitglieder der kriminellen Unterwelt von Tampa veranlasst wurden, waren auch Santo Sr. und sein Sohn dabei.
Das Besondere an diesen Hearings war die Tatsache, dass nicht nur viele namhafte Gangstergrößen vorgeladen wurden, sondern diese vor laufenden Kameras aussagen mussten. Insbesondere die Aussagen des ebenfalls einbestellten Charlie Wall – inzwischen 71 Jahre alt – waren derartig belastend, dass die Trafficantes es vorzogen, sich nach Kuba abzusetzen, um weiteren Ermittlungen zu entgehen.
Die Wahl Kubas war nicht zufällig; die dortige politische Situation stellte sich – im Vergleich zu den Vereinigten Staaten – für Glücksspielaktivitäten geradezu als paradiesisch dar. 1946 hielt sich Trafficante, Jr. in Havanna auf, um für die Familie ins Kasinogeschäft einzusteigen. Andere Gangstergrößen und Mafiosi hegten ähnliche Pläne und die Trafficantes kooperierten insbesondere mit Lucky Luciano und Meyer Lansky. Die Trafficante-Familie machte eine Menge Geld auf Kuba, aber erreichte nie das Ziel, die Insel als ihr alleiniges Territorium für sich zu beanspruchen. Ähnlich wie Las Vegas galt Kuba in den hohen Mafiakreisen (Fünf Familien, Chicago Outfit etc.) als offen; d. h. die Alleinherrschaft einer (zudem kleinen) Familie war nicht durchsetzbar. Neben den Glücksspielaktivitäten wurden – auch durch die Trafficantes – u. a. noch diverse Prostitutionsringe und Schmuggelrouten für Betäubungsmittel in die Vereinigten Staaten etabliert.

### Letzte Jahre
Nachdem die Kefauver-Anhörungen beendet worden waren, kehrten beide Trafficantes wieder nach Tampa zurück, was nicht reibungslos verlief. Italiano – ursprünglich von Trafficante Sr. eingesetzt – hatte sich als illoyal erwiesen und floh nach Mexiko (wo er bald ermordet wurde), worauf seine Position in der Familie an James Lumia fiel.
Am 3. Januar 1953 überlebte Santo Jr. einen auf ihn verübten Mordanschlag. Gerüchte legen nahe, das die Trafficantes den alten Widersacher Charlie Wall hierfür verantwortlich machten; außerdem waren dessen Aussagen bei den Kefauver-Hearings noch nicht vergessen. Jedenfalls wurde Wall 1955 ermordet und bis heute konnte kein Täter ermittelt werden.
Trafficante Sr. selbst war bereits 1954 an Magenkrebs gestorben. Trafficante Jr. wurde nach dem Ableben seines Vaters dessen Nachfolger und galt bald als einer der mächtigsten Bosse der US-amerikanischen Mafia.

## Im TV
- 2008: Mobsters; Dokumentation über den Aufstieg von Trafficante senior & junior